# Diaparsis truncata
Diaparsis truncata är en stekelart som först beskrevs av Johann Ludwig Christian Gravenhorst 1829.  Diaparsis truncata ingår i släktet Diaparsis och familjen brokparasitsteklar. Inga underarter finns listade i Catalogue of Life.